# Charles Eriksson
Iver Charles Mauritz Eriksson (ur. 12 grudnia 1907 w Sztokholmie, zm. 31 stycznia 1964 w Farsta) – szwedzki żeglarz, olimpijczyk.
W regatach rozegranych podczas Letnich Igrzysk Olimpijskich 1936 wystąpił w klasie O-Jolle zajmując 12. pozycję.